# Ophthalmotilapia ventralis
Espèce
Statut de conservation UICN

 LC  : Préoccupation mineure
Ophthalmotilapia ventralis est une espèce de poissons d'eau douce de la famille des Cichlidae et endémique du lac Tanganyika en Afrique.

## Reproduction
Polygame, Ophthalmotilapia ventralis est un incubateur buccal maternel. Le mâle creuse un nid dans le sable ou contre une pierre, en forme de cratère d'environ 20 cm. C'est dans ce nid qu'il attire les femelles après son jeu de séduction.

## Aquariophilie

### Maintenance
Ophthalmotilapia ventralis est une espèce à maintenir en aquarium spécifique biotope du lac Tanganyika et donc éviter de la maintenir avec des espèces, des autres lacs du globe. Ophthalmotilapia ventralis reste une espèce encore assez difficile, surtout pour les aquariophiles débutants. Il sera maintenu de préférence en petit groupes de 4/5 individus minimum. Le décor sera composé essentiellement d'une grande plage de sable. Des délimitations visuelles bien marquées (grosse roche, plantes touffues éventuelles) sont vivement conseillées pour la maintenance de plusieurs mâles, afin d'éviter tout problème de territoire dramatique.

### Alimentation
Ophthalmotilapia ventralis se nourrit en aquarium de tous types de nourritures (sèches ou fraîches) avec une préférence pour les nourritures fraîches (vivantes ou congelées) du genre petit benthos, artémias, krill, mysis et autres petites proies.

## Systématique
Le nom valide complet (avec auteur) de ce taxon est Ophthalmotilapia ventralis (Boulenger, 1898).
L'espèce a été initialement classée dans le genre Paratilapia sous le protonyme Paratilapia ventralis Boulenger, 1898.
Ophthalmotilapia ventralis a pour synonymes :
- Ophthalmochromis ventralis ventralis (Boulenger, 1898)
- Ophthalmochromis ventralis (Boulenger, 1898)
- Ophthalmotilapia ventralis ventralis (Boulenger, 1898)
- Paratilapia ventralis Boulenger, 1898